# 河瑞
河瑞（かずい）は、五胡十六国時代、前趙（当時の国号は漢）の君主劉淵の治世に使用された元号。
309年5月-310年6月。

## 西暦・干支との対照表
| 河瑞 | 元年  | 2年   |
| 西暦 | 309年 | 310年 |
| 干支 | 己巳  | 庚午  |

## 他元号との対照表
| 河瑞 | 元年  | 2年   |
| 西晋 | 永嘉3 | 永嘉4 |
| 成漢 | 晏平4 | 晏平5 |